# Choi Kang-hee (futbolista)
Choi Kang-hee (nacido el 12 de febrero de 1956) es un exfutbolista y entrenador surcoreano.

## Carrera

### Como futbolista
Jugó en el PHOSCO Dolphins y en el Hyundai Horang-i entre los años ochenta y noventa

### Internacional
Jugó con la selección de Corea del Sur entre el año 1988 y 1992; formó parte del plantel que participó en el Mundial de 1990 realizado en Italia.

### Como entrenador
Choi en su puesto directivo a cargo de la K-League en el Jeonbuk Hyundai Motors durante 6 años desde 2005, año que fue designado como nuevo entrenador. Se centró en la consecución de las tácticas ofensivas y como resultado, el equipo llegó a ser mucho más agresivo y ha mejorado su capacidad goleadora. Dirigió al Jeonbuk ganando el campeonato K-League en dos ocasiones en 2009 y 2011. Él dirigió al equipo en la Liga de Campeones de Asia llegando a la final siendo derrotados por el Al Sadd de Catar en la definición por penales.
Choi repetidamente rechazó ofertas para convertirse en el entrenador de Corea del Sur la selección nacional de fútbol entrenador en jefe desde que el exentrenador Cho Kwang-Rae fue despedido. A pesar de ser repetidamente ofreció el trabajo, había aceptado finalmente la oferta de entrenador. Su puesto como director del equipo nacional fue anunciado oficialmente el 21 de diciembre de 2011.
En el 25 de febrero ganó su primer partido como entrenador de Corea del Sur con un resultado de 4-2 contra Uzbekistán. Consigue la clasificación a la Copa Mundial de Brasil 2014 tras finalizar en la segunda ubicación.
Para el 2019 entrena al Dalian Yifang de la Superliga China. El día 5 de julio de 2019, se informó que sería nuevo entrenador del Shanghai Shenhua, en sustitución de Quique Sánchez Flores.

## Clubes

### Como jugador
| Club                          | País          | Año       |
| ----------------------------- | ------------- | --------- |
| Football Club Pohang Steelers | Corea del Sur | 1983      |
| Ulsan Hyundai Football Club   | Corea del Sur | 1984-1992 |

### Como entrenador
| Club                                                         | País          | Año       |
| ------------------------------------------------------------ | ------------- | --------- |
| Suwon Samsung Bluewings Football Club (entrenador asistente) | Corea del Sur | 1996-2001 |
| Selección Nacional (entrenador asistente)                    | Corea del Sur | 2002-2004 |
| Jeonbuk Hyundai Motors Football Club                         | Corea del Sur | 2005-2011 |
| Selección Nacional                                           | Corea del Sur | 2011-2012 |
| Jeonbuk Hyundai Motors Football Club                         | Corea del Sur | 2013-2018 |
| Tianjin Tianhai                                              | China         | 2018-2019 |
| Dalian Yifang                                                | China         | 2019      |
| Shanghai Shenhua                                             | China         | 2019-2021 |

## Filmografía

### Apariciones en programas de televisión
| Año  | Título      | Notas          |
| ---- | ----------- | -------------- |
| 2016 | Running Man | episodio - 283 |